# St. Simon (Pferd)
St. Simon (* 1881 in England; † 2. April 1908) war ein Englisches Vollblut und einer der erfolgreichsten Zuchthengste in der Geschichte der Vollblutzucht. In der Rangliste der größten englischen Rennpferde des 19. Jahrhunderts befindet er sich auf Platz 4. St. Simon war ein Pferd, das im Rennen ungeschlagen blieb und neunmal die Deckhengstliste anführte.

## Frühe Jahre
St. Simon war ein schwarzbrauner Hengst mit weißen Stichelhaaren an den Sprunggelenken. Sein Vater war Galopin (von Vedette) und seine Mutter St. Angela (von King Tom), die das Fohlen am 2. April 1881 im William Barrow's Paddock nahe Newmarket zur Welt brachte. St. Simon war das sechste Fohlen der 16 Jahre alten Stute, die bis zu diesem Zeitpunkt als Zuchtstute enttäuscht hatte. Daher meldete sein Besitzer und Züchter Gusztáv Batthyány den jungen Hengst zu keinem der damaligen klassischen Rennen an, mit Ausnahme der „2,000 Guineas Stakes“.
Im Juli desselben Jahres wurden alle seine Pferde bei den „Tattersalls July Sales“ in Newmarket verkauft. Darunter waren auch die Rennpferde, die unter der Obhut des Trainers John Dawson standen. Dawson wird sich der Qualitäten des zweijährigen St. Simon bewusst gewesen sein, obwohl potenzielle Käufer eher den damaligen Stern des Stalls, „Fulmen“ (von Galopin – Lightning), im Augenmerk hatten. Doch zwei der Interessenten, der junge William Cavendish-Bentinck und sein Trainer Mat Dawson, ein Bruder von John Dawson, untersuchten auch St. Simon´s Sprunggelenke und man gelangte aufgrund der Aussagen des Bruders zu der Ansicht, dass alles in Ordnung wäre.
Cavendish-Bentinck und Dawson wurden bei der Versteigerung von „Fulmen“ überboten, der für 5000 Guineas verkauft wurde, doch erhielten sie den Zuschlag für St. Simon bei geringen 1600 Guineas. Auf der gleichen Auktion wurden sein Vater „Galopin“ für 8000 Guineas ins Henry Chaplin's Stud nach Blankney und seine Mutter „St. Angela“ für 320 Guineas an Leopold de Rothschild nach Frankreich verkauft. St. Simon gelangte in Mat Dawsons Trainingsstall Heath House nahe Newmarket.
Cavendish-Bentinck (1857–1943), zu diesem Zeitpunkt gerade 25 Jahre alt, erbte 1879 den Titel eines Duke of Portland und damit auch das Gestüt Welbeck Abbey in Nottinghamshire, wo bereits der Derbysieger von 1819 „Tiresias“ gezüchtet worden war. Cavendish-Bentinck verfolgte den Plan, das Gestüt wieder zu altem Ansehen zu führen, doch 1883 in der Aufbauphase des Zuchtprogramms befand sich der zweijährige St. Simon als der einzige Hengst seiner Gestütsgründung. Dieser zeigte seinem neuen Besitzer, dass er im frühen Training ein ausschlagendes, bockendes und wildes Pferd sein konnte, das mit hoppelnden Schritten und unkoordiniertem Verhalten glänzte und somit jede künftige Verbindung mit einer Stute zunichtemachen würde.

## Erfolge auf der Rennbahn

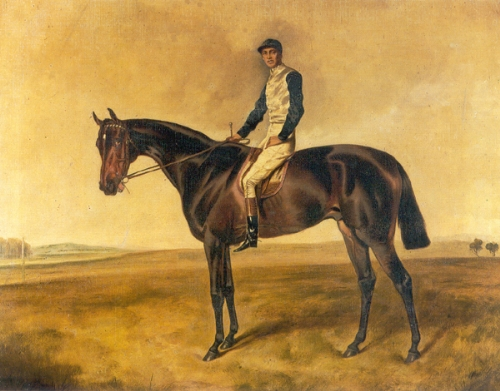
St. Simon mit seinem Jockey von John Arnold Wheeler (1821–1903)

Weil sein Züchter verstorben war, waren sämtliche Nennungen von St. Simon ungültig geworden und es war schwierig, ein Rennen für St. Simon zu finden. Seine Klasse stellte er erstmals beim Halnaker Stakes in Goodwood am 31. Juli 1883 unter Beweis. Unter seinem Jockey Fred Archer gewann er mit sechs Längen Vorsprung gegen den zweiten „Richelieu“ und „Cerva“ als Dritten. Am nächsten Tag trat er in den Maiden Plate Stakes an und hängte sämtliche Kontrahenten ab bis auf „Balfe“, den er aber leicht um eine Länge schlug mit einem Gewicht von 133 Pfund. Das Resultat war, dass er sich nochmals 8 Pfund mehr einhandelte als Handicap. Im darauf folgenden Rennen gewann er stark pullend mit dem Kinn auf seiner Brust gegen „Clochette“ und „Fleta“.
Aufgrund dieses Erfolges ließ man St. Simon in Epsom antreten, wo er am 31. August die Devonshire Nursery Plate mit zwei Längen Vorsprung gewann, in einem „leichten Kanter“, gegen 19 Rivalen mit „Trionfi“ and „Archer“ als Zweiten und Dritten, die 19 Pfund Gewichtsvorteil hatten. St. Simon trug 124 Pfund.
Es folgte ein weiterer müheloser Sieg am 13. September in Doncaster bei der Princess of Wales's Nursery Plate, in der er seine 21 Gegner, 126 Pfund tragend, mit acht Längen Vorsprung deklassierte. Die nächste Herausforderung war am 24. Oktober während des Houghton Race Rennen in Newmarket gegen ein Pferd von Robert Grosvenor, 1. Marquess of Westminster, namens, „Duke of Richmond“ (ein Sohn von „Hampton“, vorheriger Name „Bushey“). Beide Jockeys bekamen die Reitorder, „direkt vom Start weg dem anderen Schinder die Gurgel abzuschnüren“. Aber es war St. Simon, der das 1200-Meter-Rennen mit einer Dreiviertel Länge Vorsprung gewann. Er beendete seine Jugendlaufbahn ungeschlagen in 5 Rennen, wobei er bis dato an keinem Hauptrennen für 2-Jährige teilgenommen hatte. Dennoch wurde er als das derzeit beste Pferd seines Alters erachtet.

## Als Dreijähriger

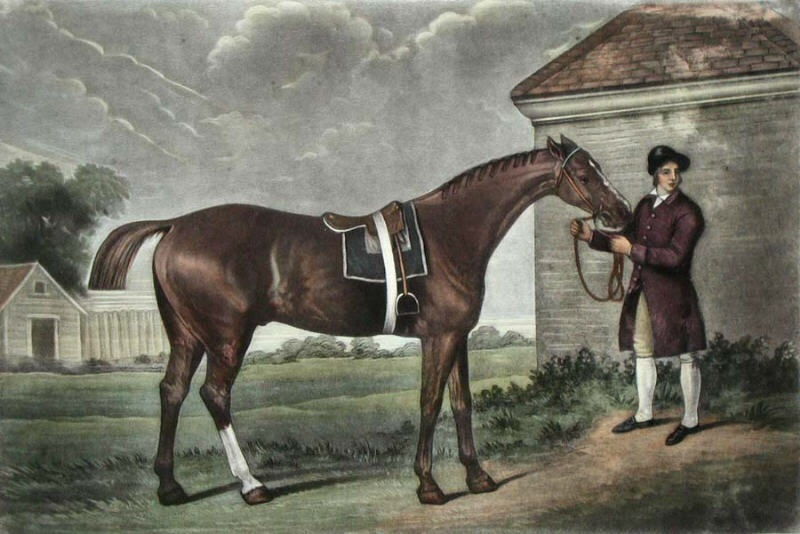
Eclipse, ein Vorfahre von St. Simon, Gemälde von George Stubbs (1724–1806)

Da er weder im Derby noch im St.-Leger-Rennen startberechtigt war, richtete man das Augenmerk auf einige andere große Cup-Rennen. Aber bevor er seinen ersten offiziellen Saisonstart haben sollte, wollte man ihn in einigen ausgesuchten Rennen auf seiner Heimatrennbahn Newmarket testen. Im Frühjahr, Fred Archer saß im Sattel, arbeitete man im Lot mit dem hochgeschätzten dreijährigen Hengst „Harvester“, Gewinner des Derby Stakes, und „Busybody“, einer 1,000 Guineas- und Oaks-Siegerin. Archer erhielt die Anweisung, ihm die Sporen zu geben, und St. Simon ging durch. Er passierte seine Stallgefährten, fegte durch das komplette Lot eines anderen Trainers und verschwand im Nebel. Archer war bis zum Ende der Galoppbahn nicht in der Lage, ihn anzuhalten, was ihn zu dem berühmten Zitat bewegte „So lange ich lebe, werde ich niemals wieder dieses Tier mit Sporen berühren; das ist kein Pferd, sondern eine verteufelte Dampfmaschine.“ (He's not a horse, he's a blooming steam-engine.)
St. Simon's nächstes Meisterstück war eine öffentlich arrangierte Probe gegen eines der besten 6-jährigen Pferde im Training, dem Ascot-Gold-Cup-Sieger „Tristan“. Archer wurde durch Charles Wood ersetzt, der den Hengst über 1 1/2 Meilen auf sechs Längen Vorsprung zu Tristan ritt. Allerdings trug Tristan unter der Prämisse „Gewicht fürs Alter“ bei diesem Rennen 135 Pfund gegen die 112 Pfund von St. Simon.
Beim ersten Start von St. Simon´s zweiter Saison bestätigte er seine erworbene Reputation durch einen Sieg am 30. Mai beim Epsom Gold Cup. Zwei Wochen später, am 12. Juni, traf er beim Ascot Gold Cup über zwei und eine halbe Meile auf ältere Pferde. Nachdem er zunächst dem Feld hinterher gelaufen war, fegte er hindurch bis zu den mit 40 Längen führenden Pferden und gewann mit 20 Längen, „Tristan“ und „Faugh-a-Ballagh“ hinter ihm. Er war im Finish derart stark, dass nahezu eine weitere Runde nötig war, um ihn anzuhalten.
Am 26. Juni beim Newcastle Gold Cup schlug St. Simon seinen Konkurrenten „Chiselhurst“ mit acht Längen und lief im leichten Kanter durchs Ziel. Am 20. Juli trat St. Simon beim Goodwood Cup an über 4.200 m und besiegte den derzeitigen St.-Leger-Sieger „Ossian“ mit 20 Längen Vorsprung, erneut im leichten Kanter. Obwohl er nie das St. Leger bestritt, arbeitete er danach wieder im Lot mit drei erstklassigen Kandidaten und deklassierte seine Gegner. Dabei handelte es sich um den kommenden St.-Leger-Sieger „The Lambkin“, „Scot Free“, der in dieser Saison die 2000-Guineas gewonnen hatte und „Harvester“, der sich in den Derby Stakes ein Kopf-an-Kopf-Rennen mit dem großartigen „St. Gatien“ geliefert hatte.

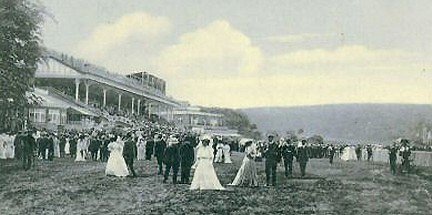
Die Goodwood Rennbahn im 19. Jahrhundert

Der Goodwood Cup sollte St. Simons letzter Start der Saison sein und erneut hatte er sich als unschlagbar erwiesen, dieses Mal in nur vier Starts. Er blieb weiterhin im Training, sollte es aber aufgrund von Beinproblemen, die er sich beim Newcastle-Gold-Cup-Sieg zugezogen hatte, nie wieder zu einem Start bringen. St. Simon zog sich mit einer makellosen Reihe von Siegen aus dem aktiven Rennsport zurück. Neun Starts und neun Siege in zwei Saisons, wobei er niemals offiziell gegen die besten Pferde seines Alters angetreten war.
Matt Dawson, der sechs Derbysieger trainierte, erklärte, er habe in seinem Leben nur ein gutes Pferd trainiert und das war St. Simon.

## Karriere als Deckhengst
St. Simon ist Vater von insgesamt 423 Fohlen, die 571 Rennen gewannen und ein Preisgeld von mehr als einer halben Million Pfund einliefen. Der Hengst gewann neunmal das Championat der Vaterpferde in England. Seine Söhne „Florizel II“, „Persimmon“, „St. Frusquin“, „Desmond“, „William The Third“, „Petermaritzburg“, „Rabelais“ und „Chaucer“ begründeten selbst erfolgreiche Linien wie: „Tulyar“ (englischer Derbysieger aus der Linie von Chaucer), der amerikanische Rekordler „Round Table“ (Linie Persimmon), Tesios ungeschlagener „Ribot“ (zweifacher Prix-de-l’Arc-de-Triomphe-Gewinner, Linie Rabelais). Die drei erstplatzierten Pferde im Derby 1966 gingen in direkter Linie auf St. Simon zurück. In Deutschland brachte „das heiße St.-Simon-Blut“ die Zuchtstute „Festa“ ein, deren Nachkommen „Festino“, „Fels“, „Fabula“, „Faust“ und „Fervor“ insgesamt 75 Rennen und 1.630.000 Goldmark gewannen.
St. Simon vererbte allerdings auch sein heißes Blut und gab sein Temperament an seine Nachkommen weiter. Alle seine Nachkommen hatten braune Fellfarbe mit Ausnahme eines (Braun-)Schimmels.

## Nachkommen

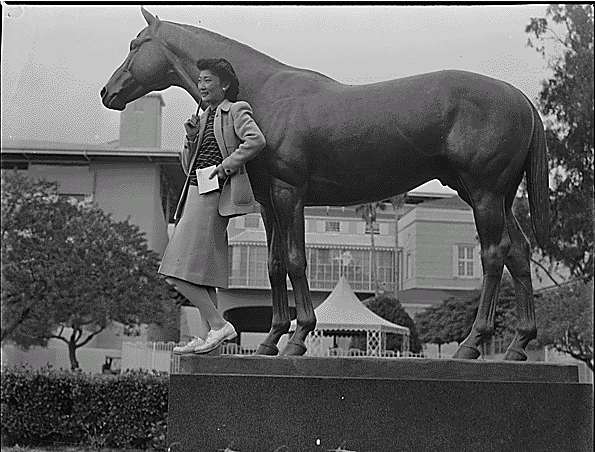
Die Statue von Seabiscuit im Santa Anita Park, Foto aus dem Jahr 1942.

Gegenwärtig ist St. Simon in den Pedigrees aller lebenden Englischen Vollblüter mit einem Blutanteil von etwa 10 Prozent vertreten, in 12-Generationen-Pedigrees von aktuellen Vollblütern erscheint er über 100 Mal, so beispielsweise beim Deutschen Derbysieger Next Desert (geboren 1999) 230 Mal.

### Direkte Nachkommen
- 1893: Persimmon (Epsom Derby, St. Leger, Ascot Gold Cup, Leading Sire 4 times)
- 1889: La Flèche (Fillies' Triple Crown, Ascot Gold Cup, Champion Stakes, Cambridgeshire Handicap, 2nd Epsom Derby, Mutter von John O’Gaunt)
- 1897: Diamond Jubilee (Triple Crown, Eclipse Stakes, 4-facher Argentinischer Champion der Vaterpferde)
- 1893: St. Frusquin (2000 Guineas Stakes, Eclipse Stakes, 2nd Epsom Derby, 2-facher Leading Sire)
- 1887: Memoir (Epsom Oaks, St. Leger)
- 1887: Semolina (1000 Guineas)
- 1887: Signorina (Mutter von Signorino, Signorinetta)
- 1888: Simonian (2-facher Champion der Vaterpferde in Frankreich)
- 1890: Mrs Butterwick (Epsom Oaks)
- 1890: Soult (5-facher Neuseeländischer Champion der Vaterpferde)
- 1891: Amiable (1000 Guineas, Epsom Oaks)
- 1893: Roquebrune (Mutter von Rock Sand)
- 1896: Desmond (Leading Sire)
- 1897: La Roche (Epsom Oaks)
- 1897: Winifreda (1000 Guineas)
- 1898: Pietermaritzburg (Jockey Club Stakes, Argentinischer Champion der Vaterpferde)
- 1898: William the Third (Ascot Gold Cup, Doncaster Cup)
- 1900: Chaucer (Champion der Mutterväter in Großbritannien und Irland)
- 1900: Rabelais (3-facher Champion der Vaterpferde in Frankreich)